# Riley Martin
Riley Lee Martin (9 tháng 5 năm 1946 - 22 tháng 12 năm 2015) là một tác giả, phát thanh viên người Mỹ tự nhận mình có mối liên hệ với người ngoài hành tinh. Martin chính là người viết nên cuốn sách The Coming of Tan, mô tả cuộc đời của ông và chuyến viếng thăm được cho là của người ngoài hành tinh. Ông đã tổ chức chương trình The Riley Martin Show trên kênh Howard 101 của đài Sirius XM Radio. Ông còn xuất hiện trên chương trình The Howard Stern Show và được coi là một phần của Wack Pack.

## Tiểu sử
Martin đã nói trên trang web của mình rằng ông "sinh ngày 9 tháng 5 năm 1946 ở Mississippi trong một gia đình tá điền người Mỹ gốc Phi và người Mỹ bản xứ". Ông tuyên bố lần đầu tiên ông được người ngoài hành tinh viếng thăm vào tháng 11 năm 1953, gần sông St. Francis trong khi đang sống tại Arkansas.
Martin mô tả sự tương tác của mình với người ngoài hành tinh khá là tích cực. Người ngoài hành tinh thuộc chủng tộc Biaviian tên O-Qua Tangin Wann (còn gọi là Tan), được liệt kê là đồng tác giả cuốn sách của ông. Ông khẳng định rằng một lượng kiến thức đáng kể đã được người ngoài hành tinh đưa lên bộ não của mình trong vòng vài phút, bao gồm 144.000 "biểu tượng" ngoài hành tinh khác nhau.
Martin tuyên bố rằng những người ngoài hành tinh này, đã bay trên 'Con tàu mẹ khổng lồ', cung cấp kiến thức cho ông để ông có thể xuấn bản và bày bán các bản vẽ tay của những biểu tượng này, cho phép chuyến đi trên Tàu Mẹ khi Trái Đất đã được 'chuyển đổi' vào năm 2012.
Bên cạnh chương trình Sirius của mình, Martin còn đứng ra tổ chức một chương trình radio Internet hàng tuần, The Official Riley Martin Radio Show.
Trang fanpage Facebook chính thức của Martin và Twitter feed đã công bố cái chết của ông vào ngày 5 tháng 1 năm 2016, mặc dù nó đã xảy ra vào tháng 12 năm 2015.  Nhà sản xuất chương trình radio của ông ấy nói với TMZ rằng Martin đã qua đời vài ngày trước Giáng Sinh.

## Truyền thông
Trong album của họ là The Psycho-Social, Chemical, Biological & Electro-Magnetic Manipulation of Human Consciousness, Jedi Mind Tricks đã cho ra mắt một ca khúc tên gọi "Books of Blood: The Coming of Tan" có sự hiện diện của El Eloh. Ca khúc nói về người ngoài hành tinh và có một bài phát biểu ngắn của Martin. Ngoài ra ông còn góp mặt trong một tập của bộ phim Rob Dyrdek's Fantasy Factory.